# Ľubomír Ftáčnik
Ľubomír Ftáčnik (* 30. října 1957 Bratislava) je slovenský mezinárodní šachový velmistr. Nejvyšší ELO 2618 bodů dosáhl roku 2001.

## Šachová kariéra
Šachy se naučil hrát až ve třinácti letech. Přesto dosahoval úspěchů již jako junior. V roce 1976 skončil na juniorském mistrovství světa v Groningenu na druhém místě. Jako nejlepší z Evropanů získal titul juniorského mistra Evropy a obdržel titul mezinárodního mistra. Roku 1980 se stal jako druhý Slovák (po Jánu Plachetkovi) mezinárodním velmistrem.
Vyhrál řadu šachových turnajů (například Cienfuegos 1980, Dortmund 1981, Esbjerg 1982, Trnava 1983, Altensteig 1987, Baden-Baden 1987, Sydney 1991, Neuchâtel 1996, Hamburg 1998, Los Angeles 1999, Gold Coast 2000 nebo Deizisau 2001), dvakrát byl mistrem Slovenska (roku 1977 a 1979, roku 2002 prohrál v play-off se Sergejem Movsesjanem) a pětkrát mistrem Československa (roku 1981, 1982, 1983, 1985 a 1989).
V letech hrál 1980–1990 na sedmi šachových olympiádách za Československo a v letech 1992–2008 na sedmi šachových olympiádách za Slovensko. Společně s Vlastimilem Hortem, Janem Ambrožem, Vlastimilem Jansou, Janem Smejkalem a Jánem Plachetkou byl členem družstva, které na šachové olympiádě roku 1982 v Lucernu skončilo na druhém místě.

## Publikační činnost
- Ľ. Ftáčnik, J. Kozma, J. Plachetka: Šachové Olympiády, Šport, Bratislava 1984
- D. Kopec a Ľ. Ftáčnik: Winning the Won Game, Batsford/Chrysalis Publishers 2004